# Boissy-le-Sec
Boissy-le-Sec is een gemeente in het Franse departement Essonne (regio Île-de-France) en telt 616 inwoners (2005). De plaats maakt deel uit van het arrondissement Étampes.

## Geografie
De oppervlakte van Boissy-le-Sec bedraagt 19,3 km², de bevolkingsdichtheid is 31,9 inwoners per km².
De onderstaande kaart toont de ligging van Boissy-le-Sec met de belangrijkste infrastructuur en aangrenzende gemeenten.

## Demografie
Onderstaande figuur toont het verloop van het inwonertal (bron: INSEE-tellingen).